# Sagartia aurora
Sagartia aurora is een zeeanemonensoort uit de familie Sagartiidae. De anemoon komt uit het geslacht Sagartia. Sagartia aurora werd in 1854 voor het eerst wetenschappelijk beschreven door Gosse. 